# Pont dels Escalls
El pont dels Escalls és un pont d'origen medieval del segle xiii, a la parròquia andorrana d'Escaldes-Engordany, declarat Bé d'interès cultural.

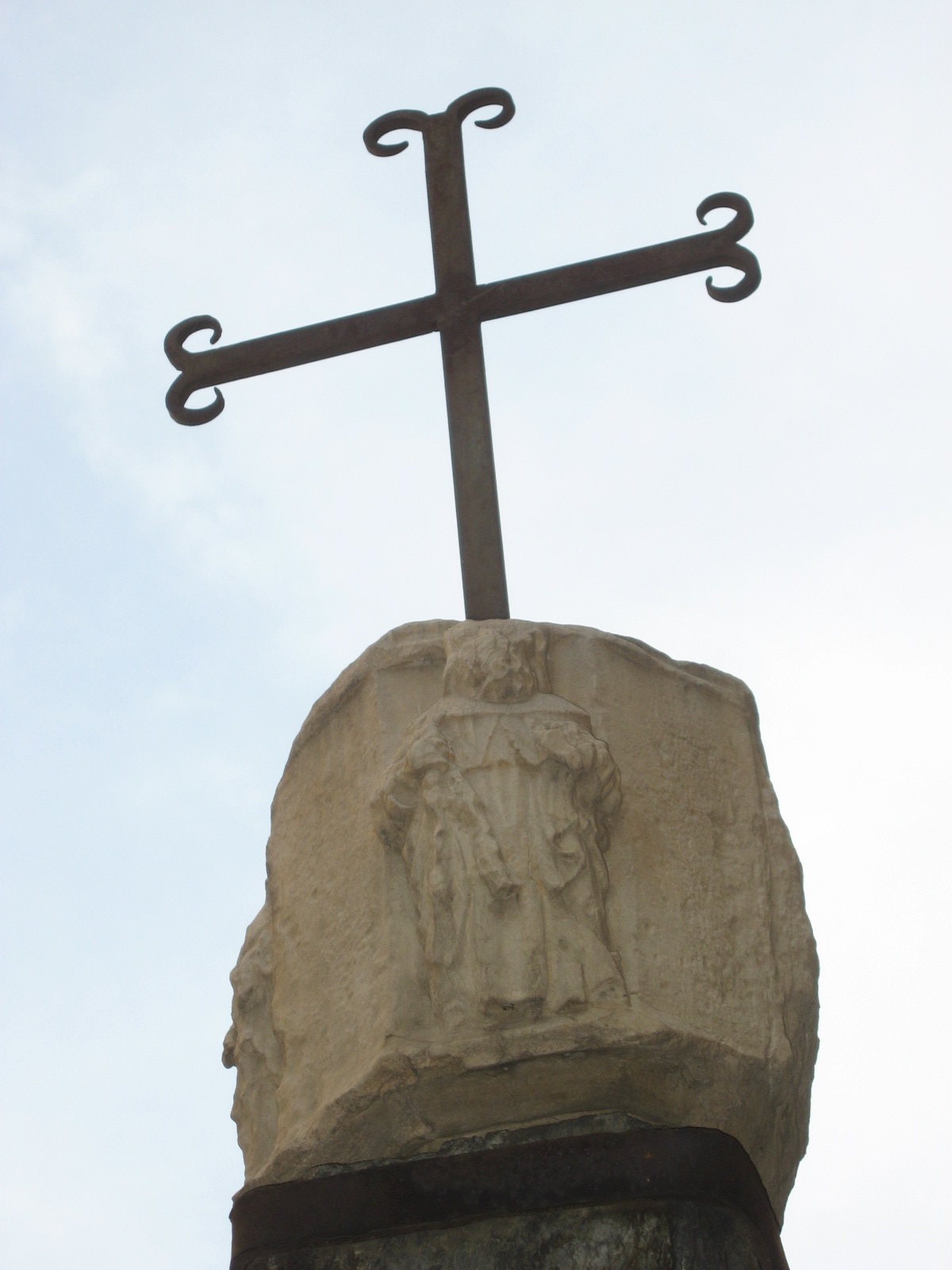
Creu de terme propera al Pont dels Escalls

És d'un sol arc de mig punt construït amb pedra tosca i es troba a l'antic camí d'Andorra la Vella, a Engordany i a les Escaldes, travessant la Valira del Nord, poc abans de la seva confluència amb el Valira. El pont té una gran alçada i actualment està força abandonat i sovint ple de deixalles.
Segons la tradició, té una gran importància històrica perquè aquí va tenir lloc la signatura dels pariatges de 1278 i 1288 entre el bisbe d'Urgell i el comte de Foix. Aquest document de reconciliació i arbitratge va donar origen a la institució del coprincipat i és considerat com el principal document històric d'Andorra fins a la constitució de 1993. De fet els dos Pariatges es signaren lluny d'aquí, el primer al Castell de la Suda a Lleida i el segon a Puigcerdà. El 1881 va ser signat el tractat del Pont dels Escalls que posà fi a la revolta del 1880, punt culminant de les discòrdies entre els partits andorrans.